# ヴィンタイン県 (カントー)
ヴィンタイン県（ヴィンタインけん、ベトナム語：Huyện Vĩnh Thạnh / 縣永盛）は、ベトナム社会主義共和国のカントー市に存在する区 (郡)。面積は297.59 km²、人口は152,200人（2018年）である。

## 行政
ヴィンタイン県は2市鎮9社を管轄している。
- ヴィンタイン市鎮（Vĩnh Thạnh / 永盛）
- タインアン市鎮（Thạnh An / 盛安）
- タインアン社（Thạnh An / 盛安）
- タインロック社（Thạnh Lộc / 盛祿）
- タインロイ社（Thạnh Lợi / 盛利）
- タインミー社（Thạnh Mỹ / 盛美）
- タインクオイ社（Thạnh Quới / 盛貴）
- タインタン社（Thạnh Thắng / 盛勝）
- タインティエン社（Thạnh Tiến / 盛進）
- ヴィンビン社（Vĩnh Bình / 永平）
- ヴィンチン社（Vĩnh Trinh / 永貞）